# Biarre
Biarre (picardisch: Bièrre) ist eine nordfranzösische Gemeinde mit 58 Einwohnern (Stand 1. Januar 2022) im Département Somme in der Region Hauts-de-France. Die Gemeinde liegt im Arrondissement Montdidier und gehört zum Kanton Roye.

## Geographie
Biarre liegt rund vier Kilometer südsüdwestlich von Nesle an der Départementsstraße D227.

## Geschichte
Die Gemeinde erhielt als Auszeichnung das Croix de guerre 1914–1918.

## Einwohner
| 1962 | 1968 | 1975 | 1982 | 1990 | 1999 | 2006 | 2010 |
| ---- | ---- | ---- | ---- | ---- | ---- | ---- | ---- |
| 57   | 47   | 53   | 54   | 65   | 71   | 59   | 64   |

## Verwaltung
Bürgermeister (maire) ist seit 2008 Jean-Pierre Dhilly.